# Boletellus ananas
O Boletellus ananas, comumente conhecido como boleto abacaxi, é um cogumelo da família Boletaceae e a espécie-tipo do gênero Boletellus. É distribuído no sudeste da América do Norte, nordeste da América do Sul, Ásia e Nova Zelândia, onde cresce no solo espalhado ou em grupos, geralmente na base de carvalhos e pinheiros. O basidioma é caracterizado pelas escamas rosa-avermelhadas (ou rosa-alaranjadas a amareladas, se for um espécime mais maduro) no píleo, que geralmente são encontradas penduradas na borda. A superfície dos poros na parte inferior do píleo é feita de poros irregulares ou angulares de até 2 mm de largura que ficam azuladas quando feridas; é amarela quando novo, mas envelhece para uma cor marrom-oliva profunda. Microscopicamente, a B. ananas se distingue por esporos grandes com estrias cruzadas nas bordas e hifas incrustadas em espiral nos apêndices marginais e na carne do estipe. Anteriormente conhecida como Boletus ananas e Boletus coccinea (entre outros sinônimos), a espécie recebeu seu nome atual de William Alphonso Murrill em 1909. Foram descritas duas variedades de Boletellus ananas. Como muitos outros boletos, essa espécie é considerada comestível, mas não é recomendada para consumo.

## Taxonomia
A espécie foi nomeada pela primeira vez por Moses Ashley Curtis como Boletus ananas em 1848, com base em espécimes que ele encontrou perto do rio Santee, na Carolina do Sul. Em 1909, William Murrill descreveu o novo gênero Boletellus e fez da Boletellus ananas a espécie-tipo. De acordo com Murrill, o táxon Boletus isabellinus, descrito por Charles Horton Peck em 1897 a partir de espécimes coletados em Ocean Springs, Mississippi, é um sinônimo de B. ananas; Peck descreveu essa espécie a partir de espécimes não desenvolvidos. Wally Snell mais tarde duvidou da conclusão de Murrill em uma publicação de 1933; ele considerou as diferenças na estrutura dos esporos muito grandes para considerar a espécie coespecífica com B. ananas, embora ele tenha admitido que era impossível chegar a conclusões definitivas até que basidiomas maduros e impressões de esporos estivessem disponíveis para estudo. Rolf Singer e colegas (1992) sugeriram o nome Boletellus coccineus para Boletellus ananas. Singer criou esse nome, no entanto, acreditando erroneamente que o nome mais antigo disponível para o táxon era Boletus coccineus, proposto por Elias Magnus Fries em 1838. No entanto, o nome de Fries é um homônimo posterior ilegítimo (compare com Boletus coccineus, nomeado por Bulliard em 1791), e a combinação de Singer é, na verdade, baseada em Strobilomyces coccineus, nomeada por Pier Andrea Saccardo em 1888. O nome mais antigo disponível para a espécie é, portanto, Boletus ananas M.A. Curtis 1848, o basônimo de Boletellus ananas.
Boletellus ananas, como a espécie-tipo do gênero Boletellus, está na seção Boletellus que Singer baseou no píleo escamoso e seco com tons vermelho a rosa, um véu marginal que envolve o estipe quando imaturo e esporos longitudinalmente estriados com mais de 16 μm de comprimento. O nome do gênero Boletellus significa "pequeno boleto", enquanto o epíteto específico ananas faz alusão ao abacaxi, referindo-se ao padrão de escamas semelhante a um abacaxi na superfície do píleo. O cogumelo é comumente conhecido como "boleto abacaxi".

## Descrição
O píleo tem de 3,3 a 7,4 cm de largura e é plano-convexo (plano de um lado e arredondado do outro). É coberto por escamulas (pequenas escamas) que podem estar pressionadas contra o píleo ou curvadas para trás sobre si mesmas. A cor das escamulas varia de marrom-avermelhado a vermelho-amarronzado, rosa a cinza-rosado, e são mais concentradas e mais escamosas no centro do píleo, estendendo-se para fora tornando-se mais flocosa e varia da cor creme a rosa-alaranjado claro a vermelho-rosado claro. A margem envolve o estipe quando novo; na maturidade, ela se separa em remanescentes triangulares (apêndices) do véu que medem de 6 a 12 por 3 a 10 mm. A cor desses apêndices varia de branco-amarelado a rosa claro. A carne tem 2 a 3 mm de espessura na borda do píleo, 7 a 10 mm sobre os tubos e 11 a 18 mm no centro; é branca a amarela clara e rapidamente se torna azulada quando exposta ao ar. Os tubos têm de 1 a 5 mm de comprimento na margem, de 10 a 20 mm no centro e de 4 a 6 mm no estipe. Eles são ampla e profundamente deprimidos ao redor do estipe, com comprimentos irregulares, de cor amarelo brilhante, amarelo oliva a amarelo mostarda, e também rapidamente se tornam azuis com a exposição ao ar. Os poros são da mesma cor que os tubos e rapidamente se tornam azul-esverdeados com a pressão; são angulares e há cerca de 0,5 a 1,5 poros por mm. O estipe mede de 53 a 115 cm por 6 a 14 mm de largura, tornando-se gradualmente maior em direção à base, chegando a 10 a 19 mm. A parte superior do estipe é de cor creme a rosa, o meio é finamente estriado longitudinalmente, com as estrias escurecendo com o manuseio, de vermelho-lavanda a marrom-avermelhado, mais claras com a idade. Imediatamente acima do tomento (cobertura de pelos muito curtos) basal, a superfície do estipe é de cor creme com poucas estrias. O tomento basal é feito de pelos de 6 a 50 mm, brancos grossos e rígidos na parte inferior. A carne do estipe é sólida (não oca), de branca a amarelo-claro, e fica levemente azulada com a exposição ao ar. O odor não é característico (embora tenha sido descrito como "mofado") e o sabor é suave.

### Características microscópicas

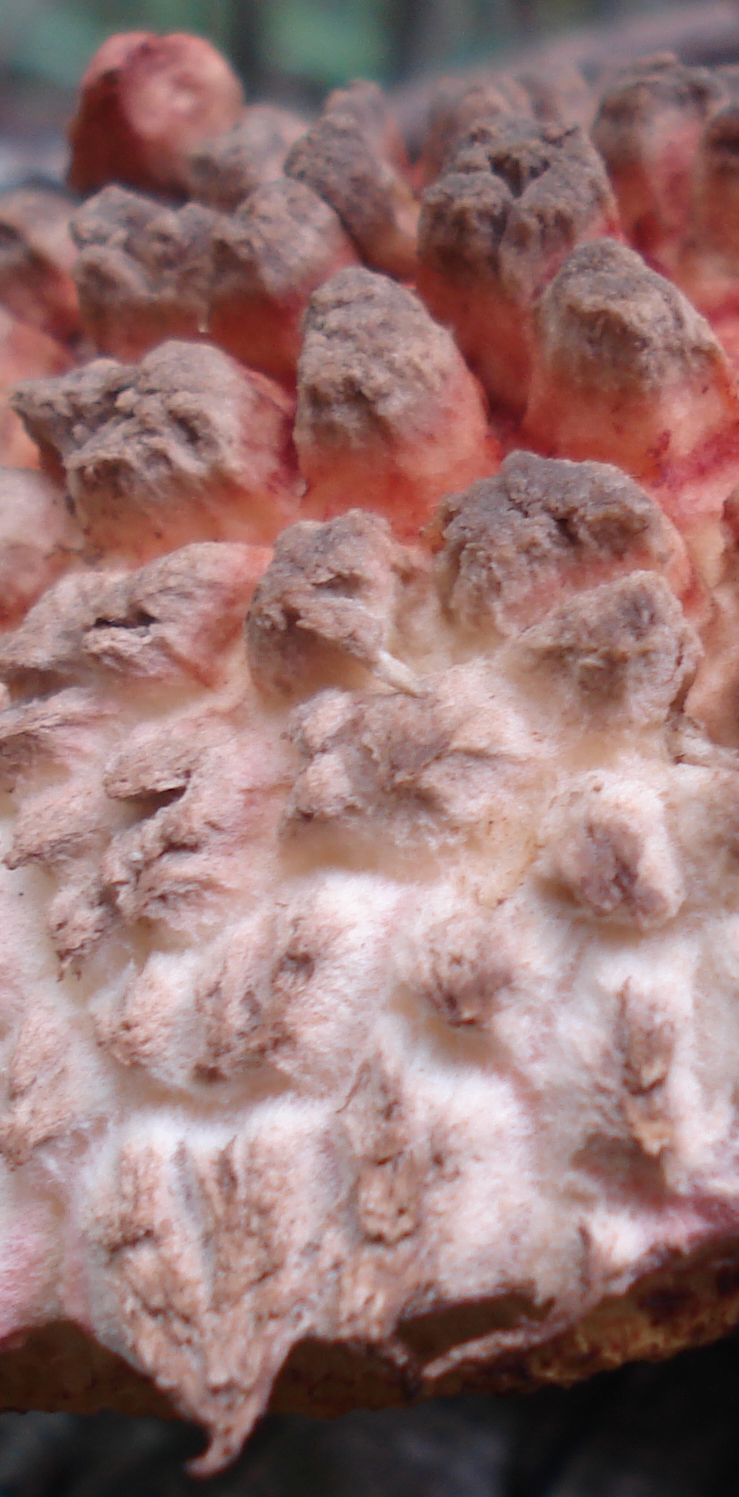
Vista aproximada da superfície do píleo revelando diferenças graduais na estrutura e pigmentação das escamas, progredindo do centro do píleo (parte superior) para a margem.

A esporada é marrom-olivácea. Os esporos são não amiloides, em forma de amêndoa, contêm uma ou mais gotículas de óleo e medem 17,5 a 22,2 por 6,4 a 8 μm. A parede do esporo tem de 0,5 a 1 μm de espessura, com 12 a 14 cristas longitudinais. Essas cristas têm menos de 1 μm de altura, ocasionalmente bifurcando-se, convergindo nos polos, com minúsculas estrias cruzadas. Embora essas estrias cruzadas sejam visíveis quando observadas com microscopia de luz, elas não são evidentes quando vistas com microscopia eletrônica de varredura. O apêndice hilar (a região de um esporo que se liga ao basídio por meio do esterigma) tem 0,3 a 1 μm de comprimento. Os basídios têm quatro esporos, formato de taco e numerosos glóbulos refrativos; eles medem 39 a 57 por 11 a 15 μm. Os pleurocistídios (cistídios na face das lamelas) medem 42 a 47 por 8 a 12 μm, são inchados e bicudos, ligeiramente capitados. São abundantes, surgem do sub-himênio, projetando-se 19,3 a 29,6 μm acima da paliçada himenial, com paredes finas, hialinas e desprovidas de conteúdo refrativo. Os queilocistídios (cistídios na borda das lamelas) têm 19 a 42 por 5 a 11 μm, são inchados, cilíndricos a estreitamente cúbicos, de paredes finas e pouco frequentes. A carne do himênio é boletoide e fortemente divergente (composta de diferentes camadas de tecido). O mediostrato (camada média de tecido) tem 24,7 a 45,7 μm de largura e é composto de muitas hifas paralelas e ligeiramente entrelaçadas. As hifas do estrato lateral têm de 4,4 a 8,4 μm de largura, são hialinas, gelatinizadas em uma solução diluída de hidróxido de potássio (KOH) e regularmente septadas.
A pileipellis é uma paliçada tricodermial densamente entrelaçada (cadeias eretas e aproximadamente paralelas de células bem compactadas) de elementos cilíndricos com células terminais infladas. As células terminais têm 23,5 a 51,9 por 9,4 a 16,8 μm, são não amiloides, cilíndricas a em forma de taco, entrelaçadas e concentradas nas escamas. Os apêndices marginais são compostos de tramas de hifas infladas entrelaçadas, algumas com pigmentos incrustantes dourados claros, dispostos em espiral, que são evidentes quando montados em água, KOH e reagente de Melzer. A carne do píleo é composta de hifas altamente entrelaçadas, medindo 7,4 a 11,1 μm de largura, que são hialinas em água, gelatinizadas e hialinas em KOH, e regularmente septadas. A cutícula do estipe é uma paliçada tricodermial de elementos cilíndricos com células terminais infladas. As células terminais se projetam de 30,4 a 63 μm e são cilíndricas a em forma de taco, ocasionalmente com um ponto de afilamento abrupto. A carne do estipe é feita de hifas densamente entrelaçadas, com 4,9 a 7,2 μm de largura, com pigmentos incrustantes dourados claros, dispostos em espiral, que podem ser vistos em KOH, reagente de Melzer e água. As fíbulas estão ausentes nessa espécie.

### Variedades
A variedade típica do Boletellus ananas tem basidiomas consistentemente maiores do que a B. ananas var. minor (Singer) do Brasil e da Nicarágua e não possui os queilocistídios de paredes espessas da B. ananas var. crassotunicatus (Singer) da Nicarágua e do Panamá.

### Espécies semelhantes

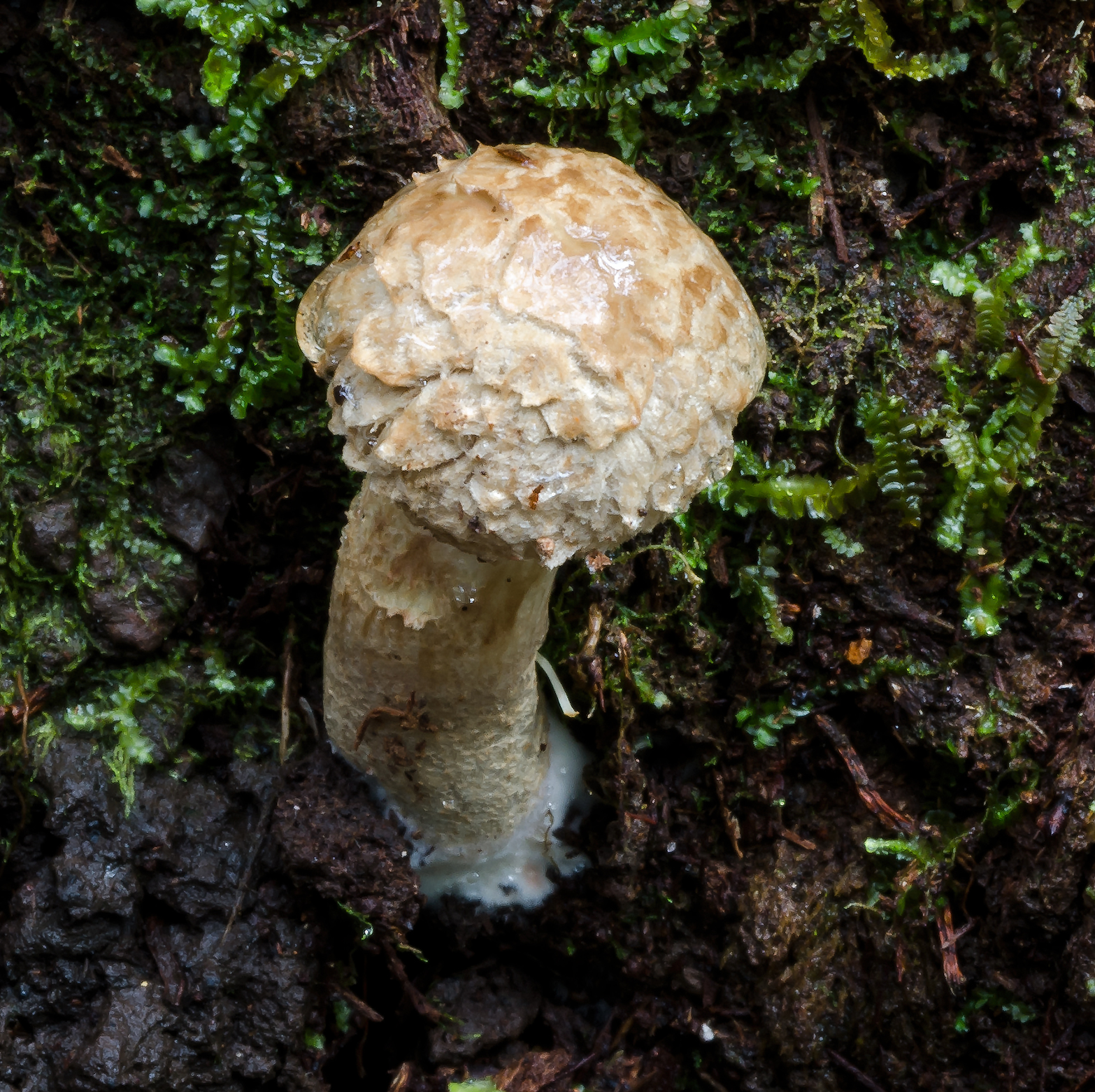
Boletellus ananiceps

A aparência da Strobilomyces strobilaceus é mais ou menos semelhante devido a seu píleo escamoso áspero e margem lacerada, mas pode ser diferenciada da B. ananas pelo estipe liso sem anel, esporos diferentes e carne menos resistente. A espécie australiana Boletellus ananiceps tem esporos com nervuras longitudinais estreitas que não apresentam estrias cruzadas. A B. dissiliens tem cores que não são vermelhas como na B. ananas e poros que podem se tornar avermelhados na maturidade. Além disso, a carne do píleo da B. dissiliens fica azul quando exposta ao ar.

### Comestibilidade
Embora o cogumelo seja usado como alimento no México, os guias de campo o listam como "não comestível" ou "não recomendado".

## Ecologia, habitat e distribuição
Os cogumelos normalmente crescem dispersos ou em grupos sob carvalhos e pinheiros, muitas vezes em suas bases. Na Guiana, o cogumelo normalmente frutifica individualmente ou em pares a 1-2 m acima do nível do solo nos troncos da árvore tropical Dicymbe corymbosa (subfamília Caesalpinioideae), associado a ectomicorrizas dentro de acumulações húmicas. Rolf Singer sugeriu que o fungo não era micorrízico, observando que, além de ocorrer sob ou nas bases de pinheiros e carvalhos, ele ocorria em húmus escasso e detritos acumulados em paredes rochosas. Singer concluiu que a espécie prefere crescer em superfícies duras. Harry D. Thiers, em seu estudo sobre a flora de boletos do Texas, escreveu que a B. ananas era uma espécie rara que frequentemente frutificava abundantemente após um longo período de chuva e alta umidade.
Observou-se que algumas variedades de B. ananas do sudeste da América do Norte, Costa Rica, Brasil, Panamá, Nicarágua e Guiana frutificam em troncos de árvores, embora a frutificação terrestre tenha sido relatada na Malásia e na América Central. Devido ao hábito de frutificação tipicamente elevado e à ocorrência em madeira morta, o status ectomicorrízico da B. ananas tem sido debatido; no protólogo, Murrill observou que "ela sempre ocorre como parasita de feridas em troncos de pinheiros ou na base de pinheiros vivos". Todas as coletas foram feitas em associação com árvores hospedeiras ectotróficas, incluindo espécies de Pinus e Quercus no sudeste da América do Norte e na América Central, Quercus humboldtii na Colômbia, várias espécies de Fagaceae e Dipterocarpaceae na Malásia, e espécies de Leptospermum e Pinus na Nova Zelândia. Na Guiana, os depósitos húmicos nos troncos de Dicymbe com B. ananas são constantemente permeados por ectomicorrizas abundantes. O fungo foi relatado como formador de associações micorrízicas com eucaliptos na Austrália, com base na associação do basidioma com as árvores.
Sua distribuição na América do Norte abrange uma faixa que se estende do norte da Carolina do Norte até a Flórida, a oeste até o Texas e ao sul até o México e a América Central. Em 2008, foi relatado pela primeira vez nas bacias dos rios Potaro Superior e rio Maú, na Guiana. Também foi coletado na Nova Zelândia, na Ásia (incluindo China, Coreia, Malásia e Taiwan) e possivelmente na Austrália.

## Links externos
- Boletellus ananas em Index Fungorum
- Imagens em Mushroom Observer